# Rhododendron kaempferi
Espèce
Classification phylogénétique
Rhododendron kaempferi, est une espèce de plantes de la famille des Ericaceae, originaire du Japon.